# 東京大賞典

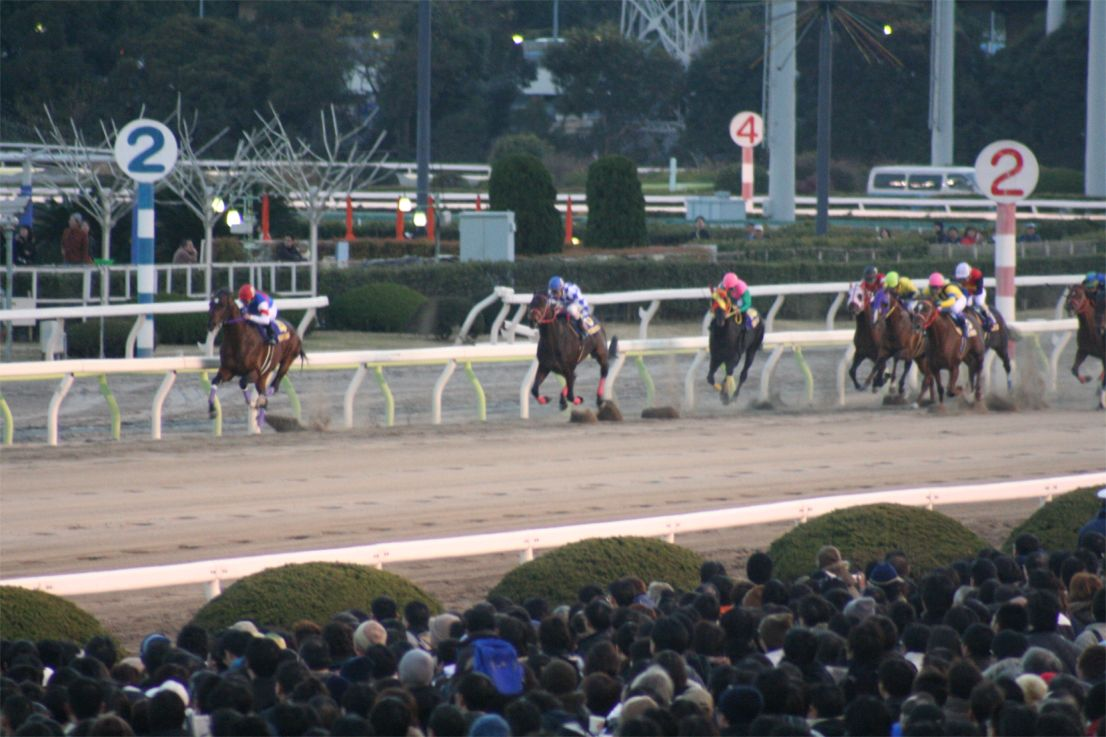
第51回東京大賞典（2005年12月29日）ゴール前直線の様子

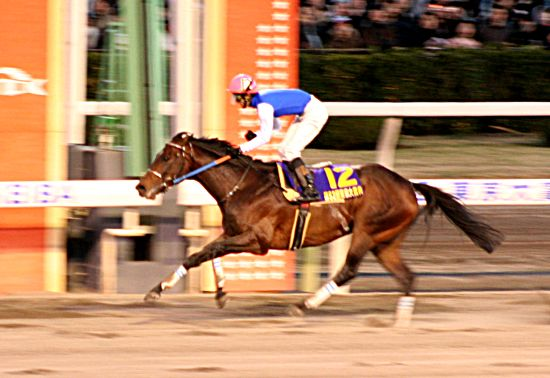
第52回東京大賞典（2006年12月29日 ブルーコンコルド優勝）

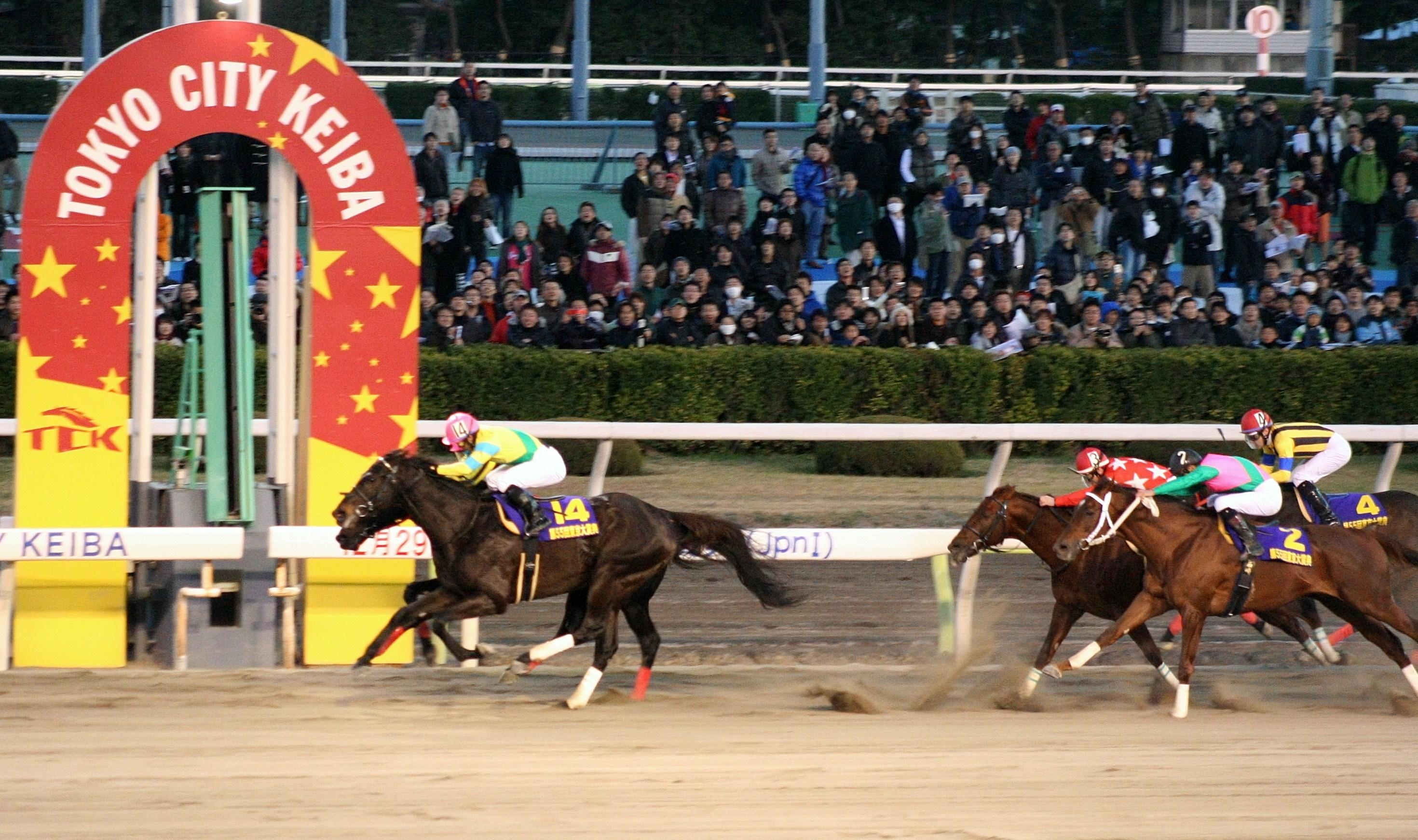
第55回東京大賞典（2009年12月29日 サクセスブロッケン優勝）

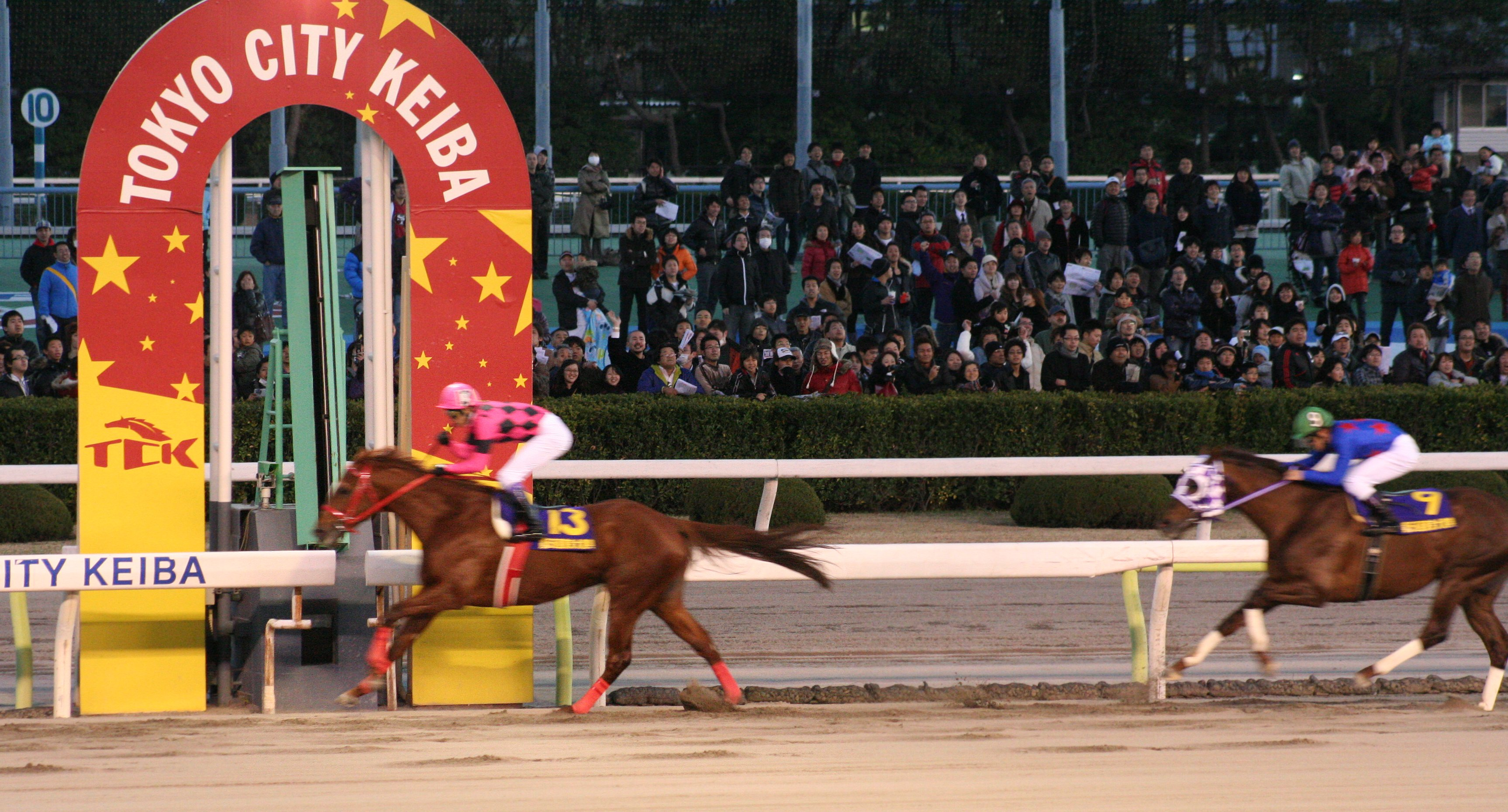
第56回東京大賞典（2010年12月29日 スマートファルコン優勝）

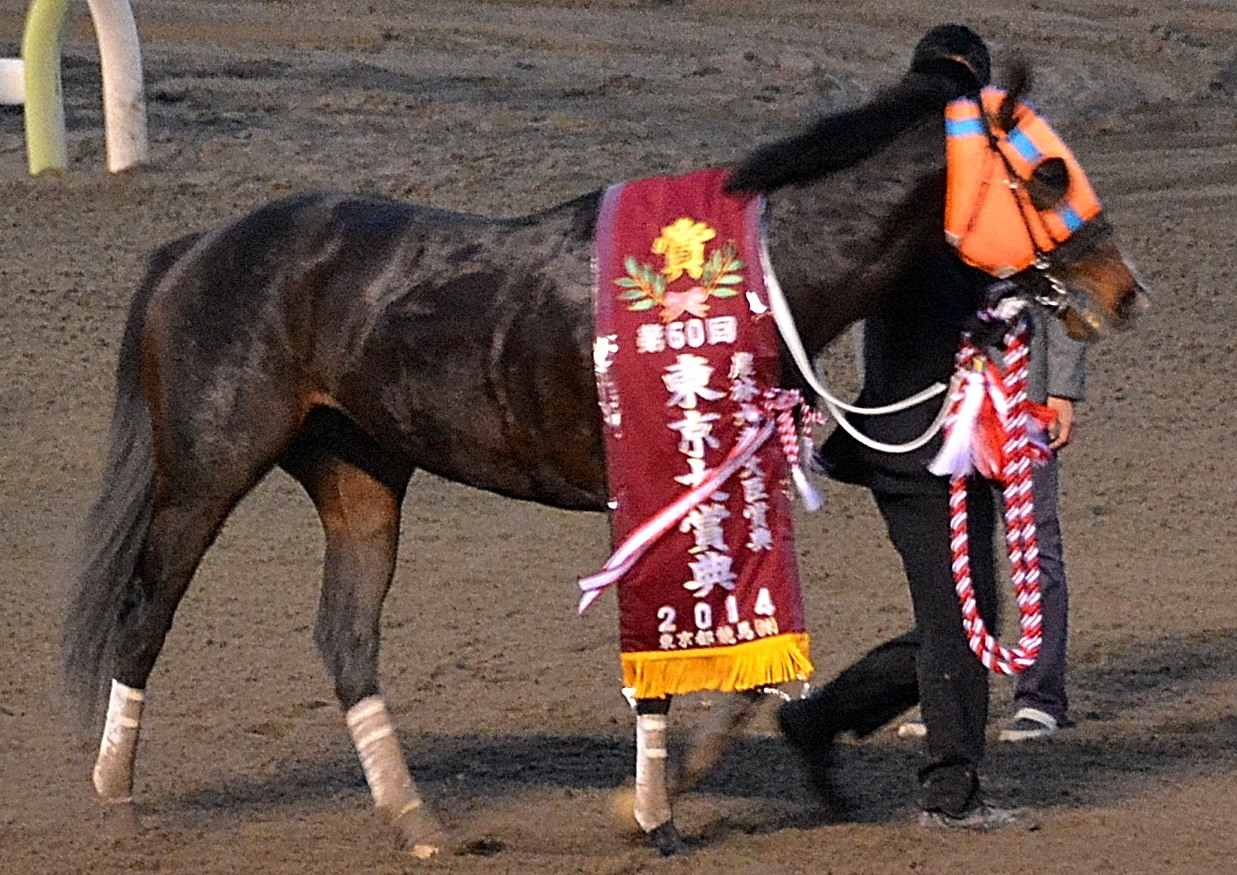
2014年にホッコータルマエが勝利した時の優勝レイ

東京大賞典（とうきょうだいしょうてん）は、特別区競馬組合が大井競馬場で施行する地方競馬の重賞競走（ダートグレード競走）である。格付けはGI。競馬番組表では「農林水産大臣賞典（国際交流） 東京大賞典」と表記される。
副賞は農林水産大臣賞、特別区競馬組合管理者賞、日本中央競馬会理事長賞、地方競馬全国協会理事長賞、日本馬主協会連合会長奨励賞、東京都馬主会理事長賞、日本地方競馬馬主振興協会会長賞（2024年）。

## 概要
大井競馬はもとより、日本のダート競馬の1年を締め括る総決算レースである。
1955年に「秋の鞍（あきのくら）」の名称で創設され、春の鞍（のちの東京ダービー）・春の特別（のちのアラブダービー）・秋の特別（のちの全日本アラブ大賞典）とともに大井競馬場の四大競走として位置付けられた。第1回はダート2600mで施行され、1着賞金は100万円であった。その後、競走名は1964年に現名称となり、施行距離は幾度かの変遷を経て、1998年からはダート2000mで定着。南関東公営競馬では1978年に新設された帝王賞と共に、サラブレッド系古馬の2大競走としても位置づけられている。
開催時期は1964年から12月下旬で定着。1999年からは開催日も12月29日で固定され、南関東公営競馬のみならず日本競馬の1年を締め括る競走として定着した。
1995年より中央・地方全国交流競走に指定され、日本中央競馬会（JRA）および他地区地方競馬所属馬も出走可能になった。1997年には統一GI（南関東G1）に格付け、2011年からは外国馬も出走可能な国際競走に指定され、あわせて地方競馬で施行する競走としては初めての国際GIに格付けされた（後述）。これに伴い発走前のファンファーレも新たに制作された国際GI専用ファンファーレに変更された。
現名称となった1964年は、有馬記念を模したグランプリ競走として、ファン投票で出走馬を選出した。
2019年には売り上げがKEIRINグランプリを上回る56億627万5800円に達し、1レースの売り上げとしては中央競馬を除く公営競技（地方競馬・競輪・競艇・オートレース）で最大規模の競走に成長した。2020年、2021年とも売り上げ記録を更新し2021年は69億5320万8900円となった。ただし、2022年は対前年比でダウンし62億7471万1900円（前年比90.2%）に留まった。2024年の売り上げは94億9207万7400円（前年比114.49%）となっている。

### 国際GI格付の取得、国際的評価
特別区競馬組合は2010年10月18日に、本競走を2011年から国際競走として施行すること、および日本グレード格付け管理委員会から国際GIの格付を受けたことを発表した。国際GIに格付けされた競走は、地方競馬として初めてとなる。
2011年現在の規定では、ジャパンカップダート（現：チャンピオンズカップ）に予備登録した外国調教馬は東京大賞典にも自動的に予備登録され、輸送費及び帰国時の渡航費用などは外国馬関係者の自己負担としていた。ただし、ジャパンカップダートと本競走に連続で出走する場合に限り、帰国時の輸送費や渡航費を特別区競馬組合が負担するとしていた。
国際競馬統括機関連盟（IFHA）が当該年度の年間レースレーティング（上位4着までの馬のレーティングの平均値）をもとに発表する「世界のトップ100GIレース」では、2017年に86位タイにランクインしたほか、2023年には93位タイにランクインした。また、2024年には過去最高順位の46位タイとなった。

### 競走条件
以下の内容は、2024年のもの。
出走資格
サラブレッド系3歳以上選定馬（出走可能頭数：最大16頭）
- 外国馬の出走がない場合の中央競馬所属馬の出走枠は7頭。

負担重量
定量（3歳56kg、4歳以上57kg、牝馬2kg減、南半球産3歳馬2kg減）
選定後に所属変更した馬は出走できない（南関東地区所属馬は除く）。

#### 優先出走権
地方競馬所属馬は、同年に行われる下表の競走で所定の成績をあげた馬に優先出走権が付与される。
| 競走名   | 格        | 競馬場     | 距離        | 必要な着順 |
| -------- | --------- | ---------- | ----------- | ---------- |
| 浦和記念 | JpnII     | 浦和競馬場 | ダート2000m | 1・2着馬   |
| 勝島王冠 | 南関東SII | 大井競馬場 | ダート1800m | 1着馬      |

### 賞金等（2024年）
1着1億円、2着3500万円、3着2000万円、4着1000万円、5着500万円、着外手当30万円。
1着賞金1億円は、地方競馬で開催される重賞では、JBCクラシック・川崎記念・東京ダービーと並んで最高額。
生産牧場賞は150万円。

### 過去の賞金額
中央競馬・地方競馬全国指定交流競走に指定された1995年以降
| 回数             | 総額賞金 （万円） | 1着賞金 （万円） | 2着賞金 （万円） | 3着賞金 （万円） | 4着賞金 （万円） | 5着賞金 （万円） |
| ---------------- | ----------------- | ---------------- | ---------------- | ---------------- | ---------------- | ---------------- |
| 第41回（1995年） | 1億3,600          | 8,000            | 2,800            | 1,600            | 800              | 400              |
| 第42回（1996年） | 1億3,600          | 8,000            | 2,800            | 1,600            | 800              | 400              |
| 第43回（1997年） | 1億3,770          | 8,100            | 2,835            | 1,620            | 810              | 405              |
| 第44回（1998年） | 1億4,175          | 8,100            | 2,835            | 1,620            | 972              | 648              |
| 第45回（1999年） | 1億4,000          | 8,000            | 2,800            | 1,600            | 960              | 640              |
| 第46回（2000年） | 1億4,400          | 8,000            | 2,800            | 1,840            | 1,120            | 640              |
| 第47回（2001年） | 1億3,600          | 8,000            | 2,800            | 1,600            | 800              | 400              |
| 第48回（2002年） | 1億3,600          | 8,000            | 2,800            | 1,600            | 800              | 400              |
| 第49回（2003年） | 1億3,600          | 8,000            | 2,800            | 1,600            | 800              | 400              |
| 第50回（2004年） | 1億3,600          | 8,000            | 2,800            | 1,600            | 800              | 400              |
| 第51回（2005年） | 1億3,600          | 8,000            | 2,800            | 1,600            | 800              | 400              |
| 第52回（2006年） | 1億3,600          | 8,000            | 2,800            | 1,600            | 800              | 400              |
| 第53回（2007年） | 1億3,600          | 8,000            | 2,800            | 1,600            | 800              | 400              |
| 第54回（2008年） | 1億3,600          | 8,000            | 2,800            | 1,600            | 800              | 400              |
| 第55回（2009年） | 1億3,600          | 8,000            | 2,800            | 1,600            | 800              | 400              |
| 第56回（2010年） | 1億3,600          | 8,000            | 2,800            | 1,600            | 800              | 400              |
| 第57回（2011年） | 1億1,900          | 7,000            | 2,450            | 1,400            | 700              | 350              |
| 第58回（2012年） | 1億1,900          | 7,000            | 2,450            | 1,400            | 700              | 350              |
| 第59回（2013年） | 1億1,900          | 7,000            | 2,450            | 1,400            | 700              | 350              |
| 第60回（2014年） | 1億1,900          | 7,000            | 2,450            | 1,400            | 700              | 350              |
| 第61回（2015年） | 1億3,600          | 8,000            | 2,800            | 1,600            | 800              | 400              |
| 第62回（2016年） | 1億3,600          | 8,000            | 2,800            | 1,600            | 800              | 400              |
| 第63回（2017年） | 1億3,600          | 8,000            | 2,800            | 1,600            | 800              | 400              |
| 第64回（2018年） | 1億3,600          | 8,000            | 2,800            | 1,600            | 800              | 400              |
| 第65回（2019年） | 1億3,600          | 8,000            | 2,800            | 1,600            | 800              | 400              |
| 第66回（2020年） | 1億3,600          | 8,000            | 2,800            | 1,600            | 800              | 400              |
| 第67回（2021年） | 1億3,600          | 8,000            | 2,800            | 1,600            | 800              | 400              |
| 第68回（2022年） | 1億7,000          | 1億              | 3,500            | 2,000            | 1,000            | 500              |
| 第69回（2023年） | 1億7,000          | 1億              | 3,500            | 2,000            | 1,000            | 500              |
| 第70回（2024年） | 1億7,000          | 1億              | 3,500            | 2,000            | 1,000            | 500              |

## 歴史

### 年表
- 1955年 - 4歳以上の競走馬による重賞競走「秋の鞍」の名称で創設、大井競馬場・ダート2600mで第1回が施行された。
- 1956年 - 施行月を11月に変更。
- 1962年 - 施行距離をダート3000mに変更。
- 1964年
  - 名称を「東京大賞典」に変更。
  - 施行月を12月に変更。
- 1972年 - 前年に施行予定だった第17回を、馬インフルエンザの影響により3月に順延して開催。
- 1976年 - 1着賞金が3500万円に増額。
- 1980年 - 1着賞金が3800万円に増額。
- 1984年 - 1着賞金が3500万円に減額。
- 1985年 - 1着賞金が3400万円に減額。
- 1987年 - 地方競馬では初となる前日発売が実施される[25]。
- 1988年 - 1着賞金が4000万円に増額。
- 1989年
  - 1着賞金が4500万円に増額。
  - 施行距離をダート2800mに変更。
  - 生ファンファーレの演奏が開始。
- 1990年 - 1着賞金が5200万円に増額。
- 1991年 - 1着賞金が6000万円に増額。
- 1992年 - 1着賞金が6800万円に増額。
- 1994年 - 1着賞金が6500万円に減額。
- 1995年
  - 1着賞金が8000万円に増額。
  - 中央・地方全国交流競走に指定。
  - 統一G1ファンファーレを「神聖なる優者達へ」に、従来の「たそがれの挑戦」を重賞ファンファーレへ変更。
- 1997年
  - 1着賞金が8100万円に増額。
  - ダート競走格付け委員会によりGI（統一GI）[注 3]に格付けされる。
- 1998年
  - 施行距離をダート2000mに変更。
  - 負担重量が1kg増加。
- 1999年
  - 1着賞金が8000万円に減額。
  - 同年より、施行日が「12月29日」となる。
- 2001年 - 馬齢表記を国際基準へ変更したのに伴い、競走条件を「3歳以上」に変更。
- 2002年 - 売得金額が24億3706万2000円を記録し、1レースの売上としては地方競馬史上最高となった。当日の入場者数は59210人を記録した。
- 2003年
  - 6歳以上の負担重量が4・5歳と同じく牡馬・騸馬56kg、牝馬54kgから牡馬・騸馬57kg、牝馬55kgに変更。
  - 中央競馬の施設で勝馬投票券を発売。
  - 統一G1ファンファーレを岩崎敏信作曲の「喝采の風舞台」に変更。
- 2005年 - アジュディミツオーが史上初の連覇達成。
- 2007年
  - 日本のパートI国昇格に伴い、格付表記をJpnIに変更。同時に南関東グレードは併記しないこととなった。
  - 売得金額が25億20万7900円を記録し、1レースの売上としては地方競馬史上最高となった。当日の入場者数は39000人を記録した。
- 2010年 - JRA所属馬の出走枠を5頭から6頭に、南関東所属馬の出走枠を8頭から7頭にそれぞれ変更。
- 2011年
  - 1着賞金が7000万円に減額。
  - 国際競走に変更され、外国馬が8頭まで出走可能となる[20]。
  - 格付表記をGI（国際格付）に変更[20]。
  - ファンファーレを東京スカパラダイスオーケストラ作曲の「国際(G)競走」に変更。
  - スマートファルコンが史上2頭目の連覇達成。
- 2013年 - 売得金額が26億824万5900円を記録し、1レースの売上としては地方競馬史上最高となった。当日の入場者数は41410人を記録した。
- 2014年 
  - 初の外国調教馬として、ソイフェットが出走（16頭中16着）[26]。
  - ホッコータルマエが史上3頭目の連覇達成。
- 2015年
  - 1着賞金が8000万円に増額。
  - 売得金額が27億4963万900円を記録し、1レースの売上としては地方競馬史上最高となった。また、1日の売得金額も48億2683万8300円を記録し、同年11月3日のJBC開催日を上回った。当日の入場者数は34076人を記録した。
- 2016年
  - 外国馬が出走しない場合の中央競馬所属馬の出走枠が1頭増えて7頭となる[27]。
  - 売得金額が37億3269万5200円を記録し、1レースの売上としては地方競馬史上最高となった。また、1日の売得金額も61億9493万3590円を記録し、地方競馬としては初めて1開催日の売得金額が60億円を超えた。当日の入場者数は34601人を記録した。
- 2017年 - 売得金額が42億7307万1200円を記録し、前年の記録を塗り変えて地方競馬史上最高となった。また、1日の売得金額も70億4365万7260円を記録し、地方競馬としては初めて1開催日の売得金額が70億円を超えた。当日の入場者数は35221人を記録した。
- 2018年 - 売得金額が46億3240万4400円を記録し、前年の記録を塗り変えて地方競馬史上最高となった。また、1日の売得金額も79億4389万4850円を記録し、地方競馬としては初めて1開催日の売得金額が75億円を超えた。当日の入場者数は39330人を記録した。
- 2019年
  - 当年よりテレビ生中継をフジテレビ・BSフジで実施[28]。
  - 売得金額が56億627万5800円を記録し、前年の記録を塗り変えて地方競馬史上最高となった。また、初めて同年のKEIRINグランプリ（52億1579万6700円）の売り上げを上回った。また、1日の売得金額も92億5853万8550円を記録し、地方競馬としては初めて1開催日の売得金額が90億円を超えた。当日の入場者数は47614人を記録した。
  - オメガパフュームが史上4頭目の連覇達成。
- 2020年
  - 売得金額が60億7444万7400円を記録し、前年の記録を塗り変えて地方競馬史上最高となった。
  - 新型コロナウイルス感染拡大防止のため、事前抽選による入場制限を実施し、入場者数は954人を記録した。
  - オメガパフュームが史上初の3連覇。日本国内における、国際G1の同一タイトル3連覇は史上初（中央競馬含む）。
- 2021年
  - 当年よりフジテレビ、BSフジに加えてJRAのG1が開催される競馬場を放送エリアに持つFNN系列の東海テレビ、関西テレビ（カンテレ）でもテレビ生中継を実施[29]。
  - 売得金額が69億5320万8900円を記録し、前年の記録を塗り変えて地方競馬史上最高となった。また、1日の売得金額も104億4805万4290円を記録し、地方競馬としては初めて1開催日の売得金額が100億円を超えた。
  - 前年同様、新型コロナウイルス感染拡大防止のため、事前抽選による入場制限を実施し、入場者数は3566人を記録した。
  - オメガパフュームが史上初の4連覇。ダート国際G1の同一タイトル4連覇は世界初。
- 2022年
  - 1着賞金が1億円に増額。持ち回りのJBCクラシックを除き、地方競馬単独開催の重賞として史上最高額となる[30]。
  - 当年よりフジテレビ系の生中継において、フジテレビ、BSフジ、東海テレビ、関西テレビに加え北海道文化放送にもネット[31]。これによりJRAのG2レースが開催される競馬場を放送エリアに持つフジ系列局で放送されることとなった。
  - 前年同様、新型コロナウイルス感染拡大防止のため、事前抽選による入場制限を実施し、入場者数は7247人を記録した。
- 2023年
  - 3歳の負担重量が牡馬・騸馬56kg、牝馬54kgに変更。
  - 売得金額が82億9054万6100円を記録し、1レースの売上としては地方競馬史上最高となった。また、1日の売得金額も124億5288万4560円を記録し、地方競馬としては初めて1開催日の売得金額が120億円を超えた。
  - 入場制限を4年ぶりに解除し、当日の入場者数は28888人を記録した。
  - ウシュバテソーロが史上5頭目の連覇達成。
- 2024年
  - 売得金額が94億9207万7400円を記録し、1レースの売上としては地方競馬史上最高となった。また、1日の売得金額も139億5566万8250円を記録し、地方競馬としては初めて1開催日の売得金額が135億円を超えた。当日の入場者数は37259人を記録した。
  - 国内無敗の3歳馬、フォーエバーヤングが制覇。同年の東京ダービーを制覇したラムジェットが3着に入着し、中央・地方全国交流競走に指定された1995年以降では初めて、3歳馬2頭が3着内に入着した。

## 歴代優勝馬
すべて大井競馬場ダートコースで施行。
優勝馬の馬齢は、2000年以前も現行表記に揃えている。
競走名は第1回から第9回まで「秋の鞍」、第10回以降は「東京大賞典」。
| 回数   | 施行日         | 距離  | 優勝馬             | 性齢 | 所属 | タイム   | 優勝騎手   | 管理調教師 | 馬主                             |
| ------ | -------------- | ----- | ------------------ | ---- | ---- | -------- | ---------- | ---------- | -------------------------------- |
| 第1回  | 1955年10月16日 | 2600m | ミスアサヒロ       | 牝5  | 大井 | 2:47 3/5 | 安藤徳男   | 安藤徳男   | 手塚栄一                         |
| 第2回  | 1956年11月1日  | 2600m | ケンチカラ         | 牡4  | 大井 | 2:48 0/5 | 小筆昌     | 伊藤正美   | 青野保                           |
| 第3回  | 1957年11月1日  | 2600m | イチカントー       | 牡4  | 大井 | 2:48 4/5 | 藤田安弘   | 小暮嘉久   | 北沢元男                         |
| 第4回  | 1958年11月1日  | 2600m | ダイニコトブキ     | 牡3  | 船橋 | 2:49 2/5 | 須田茂     | 出川己代造 | 出川日出                         |
| 第5回  | 1959年11月5日  | 2600m | ダンサー           | 牡5  | 大井 | 2:48.2   | 武智一夫   | 三坂博     | 加藤久枝                         |
| 第6回  | 1960年11月1日  | 2600m | オンスロート       | 牡3  | 大井 | 2:50.1   | 赤間清松   | 田中九兵衛 | 三輪野憲治                       |
| 第7回  | 1961年11月15日 | 2600m | サキミドリ         | 牡3  | 大井 | 2:47.7   | 松浦備     | 小暮嘉久   | 北沢元男                         |
| 第8回  | 1962年11月15日 | 3000m | ダイサンコトブキ   | 牡5  | 船橋 | 3:16.0   | 宮下哲朗   | 出川己代造 | 出川日出                         |
| 第9回  | 1963年11月7日  | 3000m | シンニツケイ       | 牡3  | 大井 | 3:13.3   | 小筆昌     | 須田明雄   | 金井セイ                         |
| 第10回 | 1964年12月30日 | 3000m | オリオンホース     | 牡4  | 川崎 | 3:12.0   | 佐々木竹見 | 谷口源吾   | 鈴木晴                           |
| 第11回 | 1965年12月27日 | 3000m | オーシヤチ         | 牡5  | 大井 | 3:12.1   | 赤間清松   | 栗田金吾   | 大久保常吉                       |
| 第12回 | 1966年12月20日 | 3000m | ゴウカイオー       | 牡7  | 大井 | 3:17.6   | 松浦備     | 小暮嘉久   | 伊藤由五郎                       |
| 第13回 | 1967年12月19日 | 3000m | ヒガシジヨオー     | 牝4  | 川崎 | 3:13.5   | 竹島春三   | 青野四郎   | 坂本清五郎                       |
| 第14回 | 1968年12月24日 | 3000m | アシヤフジ         | 牡4  | 大井 | 3:10.7   | 赤間清松   | 小暮嘉久   | 伊藤英夫                         |
| 第15回 | 1969年12月26日 | 3000m | ヤシマナシヨナル   | 牡5  | 大井 | 3:12.7   | 福永二三雄 | 中野要     | 藤観興業（有）                   |
| 第16回 | 1970年12月28日 | 3000m | ダイニヘルスオー   | 牡3  | 大井 | 3:13.4   | 出藤篤     | 山下春茂   | 東京都競馬（株）                 |
| 第17回 | 1972年3月13日  | 3000m | フジプリンス       | 牡4  | 船橋 | 3:14.6   | 角田次男   | 出川己代造 | フジホース（株）                 |
| 第18回 | 1972年12月26日 | 3000m | フリユーフアスト   | 牡3  | 船橋 | 3:10.0   | 渥美忠男   | 木村和男   | 平野昭一                         |
| 第19回 | 1973年12月24日 | 3000m | ヒデムサシ         | 牡5  | 大井 | 3:15.7   | 辻野豊     | 小暮嘉久   | 伊藤英夫                         |
| 第20回 | 1974年12月22日 | 3000m | トドロキムサシ     | 牡3  | 大井 | 3:11.9   | 岡部盛雄   | 岡部猛     | 町田圭三                         |
| 第21回 | 1975年12月21日 | 3000m | スピードパーシア   | 牡4  | 船橋 | 3:11.8   | 佐々木竹見 | 及川六郎   | 佐藤興業（株）                   |
| 第22回 | 1976年12月20日 | 3000m | フアインポート     | 牡3  | 川崎 | 3:08.6   | 竹島春三   | 井上宥藏   | 佐野行男                         |
| 第23回 | 1977年12月22日 | 3000m | トドロキヒリユウ   | 牡3  | 大井 | 3:14.8   | 岡部正道   | 岡部猛     | 町田圭三                         |
| 第24回 | 1978年12月21日 | 3000m | ハツシバオー       | 牡3  | 大井 | 3:11.5   | 宮浦正行   | 大山末治   | 佐久間有寿                       |
| 第25回 | 1979年12月17日 | 3000m | エビチカラ         | 牡6  | 大井 | 3:11.7   | 山田秀太郎 | 武森辰己   | 海老沼重雄                       |
| 第26回 | 1980年12月25日 | 3000m | トウケイホープ     | 牡4  | 大井 | 3:12.7   | 秋吉和美   | 大山末治   | 高橋文男                         |
| 第27回 | 1981年12月24日 | 3000m | アズマキング       | 牡4  | 大井 | 3:14.9   | 岡部盛雄   | 岡部猛     | （有）上山ビル                   |
| 第28回 | 1982年12月23日 | 3000m | トラストホーク     | 牡4  | 大井 | 3:16.0   | 高橋三郎   | 武智一夫   | 菅波滿                           |
| 第29回 | 1983年12月22日 | 3000m | サンオーイ         | 牡3  | 大井 | 3:13.7   | 高橋三郎   | 秋谷元次   | 酒巻仁五郎                       |
| 第30回 | 1984年12月25日 | 3000m | テツノカチドキ     | 牡4  | 大井 | 3:13.3   | 本間茂     | 大山末治   | （株）勝俣工務店                 |
| 第31回 | 1985年12月28日 | 3000m | スズユウ           | 牡7  | 大井 | 3:14.3   | 石川綱夫   | 朝倉文四郎 | 鈴木榮治                         |
| 第32回 | 1986年12月23日 | 3000m | カウンテスアップ   | 牡5  | 大井 | 3:17.5   | 的場文男   | 赤間清松   | 佐橋五十雄                       |
| 第33回 | 1987年12月23日 | 3000m | テツノカチドキ     | 牡7  | 大井 | 3:15.8   | 佐々木竹見 | 大山末治   | （株）勝俣工務店                 |
| 第34回 | 1988年12月29日 | 3000m | イナリワン         | 牡4  | 大井 | 3:17.3   | 宮浦正行   | 福永二三雄 | 保手濱忠弘                       |
| 第35回 | 1989年12月29日 | 2800m | ロジータ           | 牝3  | 川崎 | 3:04.3   | 野崎武司   | 福島幸三郎 | 加藤富保                         |
| 第36回 | 1990年12月13日 | 2800m | ダイコウガルダン   | 牡5  | 大井 | 3:02.2   | 早田秀治   | 高岩隆     | 熊久保勅夫                       |
| 第37回 | 1991年12月24日 | 2800m | ボールドフエイス   | 牡3  | 大井 | 2:59.1   | 堀千亜樹   | 飯野貞次   | 増田陽一                         |
| 第38回 | 1992年12月29日 | 2800m | ドラールオウカン   | 牝4  | 大井 | 3:02.3   | 堀千亜樹   | 赤間清松   | 布施光章                         |
| 第39回 | 1993年12月29日 | 2800m | ホワイトシルバー   | 牝5  | 大井 | 3:00.4   | 荒山勝徳   | 荒山徳一   | 若狭五郎                         |
| 第40回 | 1994年12月23日 | 2800m | ドルフィンボーイ   | 牡3  | 川崎 | 3:00.6   | 山崎尋美   | 佐々木國廣 | 芹澤精一                         |
| 第41回 | 1995年12月21日 | 2800m | アドマイヤボサツ   | 牡5  | JRA  | 3:01.7   | 芹沢純一   | 橋田満     | 近藤利一                         |
| 第42回 | 1996年12月29日 | 2800m | キョウトシチー     | 牡5  | JRA  | 3:01.2   | 松永幹夫   | 中尾謙太郎 | （株）友駿ホースクラブ           |
| 第43回 | 1997年12月28日 | 2800m | トーヨーシアトル   | 牡4  | JRA  | 3:00.4   | 松永昌博   | 松永善晴   | （有）トーヨークラブ             |
| 第44回 | 1998年12月23日 | 2000m | アブクマポーロ     | 牡6  | 船橋 | 2:05.4   | 石崎隆之   | 出川克己   | （株）デルマークラブ             |
| 第45回 | 1999年12月29日 | 2000m | ワールドクリーク   | 牡4  | JRA  | 2:04.9   | 加藤和宏   | 新井仁     | インターナショナルホース（株）   |
| 第46回 | 2000年12月29日 | 2000m | ファストフレンド   | 牝6  | JRA  | 2:04.9   | 蛯名正義   | 高市圭二   | 竹﨑大晃                         |
| 第47回 | 2001年12月29日 | 2000m | トーホウエンペラー | 牡5  | 岩手 | 2:05.2   | 菅原勲     | 千葉四美   | 東豊物産（株）                   |
| 第48回 | 2002年12月29日 | 2000m | ゴールドアリュール | 牡3  | JRA  | 2:05.6   | 武豊       | 池江泰郎   | （有）社台レースホース           |
| 第49回 | 2003年12月29日 | 2000m | スターキングマン   | 牡4  | JRA  | 2:03.7   | 武豊       | 森秀行     | （有）ゴールドレーシング         |
| 第50回 | 2004年12月29日 | 2000m | アジュディミツオー | 牡3  | 船橋 | 2:02.6   | 内田博幸   | 川島正行   | 織戸眞男                         |
| 第51回 | 2005年12月29日 | 2000m | アジュディミツオー | 牡4  | 船橋 | 2:03.1   | 内田博幸   | 川島正行   | 織戸眞男                         |
| 第52回 | 2006年12月29日 | 2000m | ブルーコンコルド   | 牡6  | JRA  | 2:03.5   | 幸英明     | 服部利之   | （株）荻伏レーシング・クラブ     |
| 第53回 | 2007年12月29日 | 2000m | ヴァーミリアン     | 牡5  | JRA  | 2:03.2   | 武豊       | 石坂正     | （有）サンデーレーシング         |
| 第54回 | 2008年12月29日 | 2000m | カネヒキリ         | 牡6  | JRA  | 2:04.5   | C.ルメール | 角居勝彦   | 金子真人ホールディングス（株）   |
| 第55回 | 2009年12月29日 | 2000m | サクセスブロッケン | 牡4  | JRA  | 2:05.9   | 内田博幸   | 藤原英昭   | 高嶋哲                           |
| 第56回 | 2010年12月29日 | 2000m | スマートファルコン | 牡5  | JRA  | 2:00.4   | 武豊       | 小崎憲     | 大川徹                           |
| 第57回 | 2011年12月29日 | 2000m | スマートファルコン | 牡6  | JRA  | 2:01.8   | 武豊       | 小崎憲     | 大川徹                           |
| 第58回 | 2012年12月29日 | 2000m | ローマンレジェンド | 牡4  | JRA  | 2:05.9   | 岩田康誠   | 藤原英昭   | 太田美實                         |
| 第59回 | 2013年12月29日 | 2000m | ホッコータルマエ   | 牡4  | JRA  | 2:06.6   | 幸英明     | 西浦勝一   | 矢部幸一                         |
| 第60回 | 2014年12月29日 | 2000m | ホッコータルマエ   | 牡5  | JRA  | 2:03.0   | 幸英明     | 西浦勝一   | 矢部道晃                         |
| 第61回 | 2015年12月29日 | 2000m | サウンドトゥルー   | セ5  | JRA  | 2:03.0   | 大野拓弥   | 高木登     | 山田弘                           |
| 第62回 | 2016年12月29日 | 2000m | アポロケンタッキー | 牡4  | JRA  | 2:05.8   | 内田博幸   | 山内研二   | アポロサラブレッドクラブ         |
| 第63回 | 2017年12月29日 | 2000m | コパノリッキー     | 牡7  | JRA  | 2:04.2   | 田辺裕信   | 村山明     | 小林祥晃                         |
| 第64回 | 2018年12月29日 | 2000m | オメガパフューム   | 牡3  | JRA  | 2:05.9   | M.デムーロ | 安田翔伍   | 原禮子                           |
| 第65回 | 2019年12月29日 | 2000m | オメガパフューム   | 牡4  | JRA  | 2:04.9   | M.デムーロ | 安田翔伍   | 原禮子                           |
| 第66回 | 2020年12月29日 | 2000m | オメガパフューム   | 牡5  | JRA  | 2:06.9   | M.デムーロ | 安田翔伍   | 原禮子                           |
| 第67回 | 2021年12月29日 | 2000m | オメガパフューム   | 牡6  | JRA  | 2:04.1   | M.デムーロ | 安田翔伍   | 原禮子                           |
| 第68回 | 2022年12月29日 | 2000m | ウシュバテソーロ   | 牡5  | JRA  | 2:05.0   | 横山和生   | 高木登     | 了徳寺健二ホールディングス（株） |
| 第69回 | 2023年12月29日 | 2000m | ウシュバテソーロ   | 牡6  | JRA  | 2:07.3   | 川田将雅   | 高木登     | 了徳寺健二ホールディングス（株） |
| 第70回 | 2024年12月29日 | 2000m | フォーエバーヤング | 牡3  | JRA  | 2:04.9   | 坂井瑠星   | 矢作芳人   | 藤田晋                           |

## 東京大賞典の記録
- 最多優勝馬 - 4勝
  - オメガパフューム（第64-67回）
- 最多優勝騎手 - 5勝
  - 武豊
- 最多勝調教師 - 5勝
  - 小暮嘉久

第69回終了時点

## その他
当レースは2019年からフジテレビ・BSフジで放送されているが、当日に行われる他の競走も含め青嶋達也が一貫して実況を担当している。

## 他に日本で行われるダートの国際GI競走
- フェブラリーステークス（東京競馬場）
- チャンピオンズカップ（中京競馬場）

## これ以外の公営競技における「1年を締め括る競走」
- 有馬記念 - 中央競馬（日本中央競馬会）
- 賞金女王決定戦競走 - 競艇
- KEIRINグランプリ - 競輪
- スーパースター王座決定戦 - オートレース